# Novalis
Novalis, pseudonym för friherre Georg Philipp Friedrich Leopold von Hardenberg, född 2 maj 1772 i Oberwiederstedt, Sachsen, död 25 mars 1801 i Weissenfels, var en tysk romantisk poet, filosof och novellist. Han kallas ibland "romantikens profet".

## Biografi
Friedrich von Hardenberg föddes i Oberwiederstedt som äldste son, ett av tio barn, till baron Heinrich Ulrich Erasmus von Hardenberg (1738–1814) och Auguste Bernhardine, född von Böltzig (1749–1818). Släkten var uradlig med anor från 1100-talet då de kallat sig de Novali efter sin sätesgård. Hemmet var djupt religiöst; fadern var medlem av en herrnhutisk sekt. 
År 1790 lämnade Hardenberg hemmet för studier i Jena, där han hänfördes av Friedrich Schiller och Johann Gottlieb Fichte, och kom därifrån till Leipzig där han lärde känna Friedrich Schlegel och genom denne sammanträffade med den nyromantiska kretsen, varmed han blev intimt förbunden. Ludwig Tieck blev här hans närmaste vän.
Hardenberg studerade filosofi, geologi och juridik, förutom i Jena och Leipzig även vid universitetet i Wittenberg, och Bergsakademien i Freiberg i Sachsen.
Ett av Hardenbergs främsta verk Hymner till natten, en samling prosapoesi, skrevs delvis in memoriam till Sophie von Kühn, hans trolovade, som gått bort 1797, och publicerades 1800 under pseudonymen Novalis och blev hans debut. I extatiska, mystiskt religiösa toner besjunger han här natten som det omedvetnas urgrund, dödens och kärlekens moder. I Geistliche Lieder förenades den schellingska naturpanteismen med en varm, personlig religiositet och Kristus-förtröstan. Den rena, innerliga psalmtonen skänker dessa dikter stort poetiskt värde, och de var bland annat av stor betydelse för Adam Oehlenschlägers psalmdiktning.
Hardenbergs romantiska naturfilosofi, påverkad även av Frans Hemsterhuis och Jacob Böhme, kommer till uttryck i sagofragmentet Die Lehrlinge zu Sais och i Die Christenzeit oder Europa (1799, tryckt 1826), inspirerad av bland annat Friedrich Schleiermachers förkunnelse, framträder romantikens svärmeri för mystiken, medeltiden och katolicismen. Hardenbergs filosofisk-estetiska reflexioner och aforismer publicerades under titeln Blüthenstaub i tidskriften Athænum. Sin största berömmelse vann dock Hardenberg genom den ofullbordade romanen Heinrich von Ofterdingen (1799–1800), ett av den tyska romantikens främsta alster. Den är planlagd som ett romantikens motstycke till Goethes av Hardenberg först beundrade, senare kritiserade Wilhelm Meister. Hardenbergs avsikt var att skildra människans stegvisa utveckling och frälsning från jordelivets fjättrar, romantikens eviga längtan efter poesins förverkligande. Hjälten i romanen färdas genom poesins och historiens alla skeden för att till slut nå det poetiska livets fullkomning. Med utgångspunkt från Fichtes viljefilosofi och Schellings identitetslära finner Hardenberg jagets suveränitet förverkligat endast i drömmen. I romanen blir också världen dröm och drömmen värld, det mystiska vardagligt och det vardagliga mystiskt; skildringen är vävd av drömmar och syner men samtidigt målmedveten och välberäknad i sin stränga symbolism.
Här möter man även den blå blomman, symbolen för romantikens oändlighetslängtan. I Ofterdingens hjälte har Hardenberg även givit ett självporträtt. Romanen är en bikt om trånaden och drömmen hos en romantiker, som funnit sig själv men var vilsekommen i världen och vardagen. Hardenberg är en av den tyska romantikens största begåvningar, den mest eteriske och överkänslige av alla i denna krets. Mystiken var för honom en oemotståndlig drift och exaltationen ett nära nog normalt sinnestillstånd. Hardenberg samlade skrifter utgavs av Friedrich Schlegel och Ludwig Tieck i tre band 1803–1846 och av Jacob Minor i fyra band 1907.
Han påstås därefter ha inlett en relation, om vilket den biografiska romanen The Blue Flower av Penelope Fitzgerald från 1995 handlar. Den blå blomman var en symbol Novalis använde i sin diktning och den blev hans och romantikens kännetecken och symboliserade strävan efter odödlighet. Han avled vid 28 års ålder av tuberkulos.
Novalis räknas till de största tyska poeterna och en av de främsta representanterna för förromantikens diktning. Som psalmförfattare är han representerad i danska Psalmebog for Kirke og Hjem.

## Utmärkelser
Asteroiden 8052 Novalis är uppkallad efter honom.

## Svenska översättningar
- Moore, Thomas: Irländska melodier och dikter af Thomas Moore och en saga af Novalis ... (översättning Johan Erik Rydqvist, Stockholm: tryckt hos C.R. Roselli & comp., 1825)
- Drömmen om den blå blomman: de romantiska manifesten: en bok om och av Wilhelm Heinrich Wackenroder, Ludwig Tieck, Friedrich von Hardenberg (Novalis) (översättning Gerd Reimers, Edition Reimers, 1977)
- Fragment (i översättning och med efterskrifter av Daniel Birnbaum och Anders Olsson, Propexus, 1990)
- Hymner till natten & Lärjungarna i Saïs (Hymnen an die Nacht och Die Lehrlinge zu Zeiss (översättning: Gunilla Bergsten och Margaretha Holmqvist, Studentlitteratur, 1991)
- Novalis-breviarium (Novalis-Brevier) (översättning Carl-Emil Sörgärde, Tidsförlaget Mercur, 1993)
- Kristenheten eller Europa; Hymner till natten (Die Christenheit oder Europa och Hymnen an die Nacht) (översättning och essäer av Percival och Sven Christer Swahn, Ellerström, 1994)
- Hymner till natten / översättning: Gunilla Bergsten ; bearbetad och kompletterad av Daniel Pedersen ; efterord av Daniel Birnbaum. Publicerad: Stockholm : Bokförlaget Faethon, 2020